# Rumor Has It (album Reba McEntire)
| Recensione | Giudizio |
| ---------- | -------- |
| AllMusic   | [ 3 ]    |

Rumor Has It (1990) è il diciassettesimo album della cantante statunitense Reba McEntire.  Come altri album di Reba dello stesso periodo, Rumor Has It riscosse un buon successo; raggiunse infatti la prima posizione nella classifica country di Billboard e vendendo 102 000 copie nella prima settimana.  Il brano Fancy, uno dei quattro singoli estratti dall'album (cover del brano di Bobbie Gentry), divenne uno dei cavalli di battaglia di Reba.

## Tracce
1. Climb That Mountain High (Don Schlitz, Reba McEntire) 2:51
2. Rumor Has It (Bruce Burch, Vern Dant, Larry Shell) 3:43
3. Waitin' for the Deal to Go Down (Bobby Fischer, Austin Roberts, Charlie Black) 3:14
4. You Lie (Fischer, Roberts, Black) 3:55
5. Now You Tell Me (Donny Kees, Shawna Harrington) 3:36
6. Fancy (Bobbie Gentry) 4:59
7. Fallin' Out of Love (Jon Ims) 4:34
8. This Picture (S. Alan Taylor, Lisa Palas) 3:23
9. You Remember Me (Jesse Winchester) 4:23
10. That's All She Wrote (Joe Chemay, John Hobbs) 3:24

## Classifiche
| Classifica (1990)                        | Posizione massima |
| ---------------------------------------- | ----------------- |
| Stati Uniti                              | 39                |
| Stati Uniti Billboard Top Country Albums | 2                 |